# Langues celtiques continentales
Le concept de langues celtiques continentales est avant tout spatio-temporel et s'applique aux langues celtiques aujourd'hui éteintes qui se parlaient sur le continent européen et en Asie Mineure, donc pour la plupart en territoire aujourd'hui de langue romane, il s'oppose en cela au celtique insulaire, moins représenté dans l'épigraphie antique, mais dont les différentes langues sont bien attestées depuis le Moyen Âge.

## Définition
Des langues celtiques étaient jadis parlées sur le continent européen, elles ont toutes disparu au plus tard au VIe siècle. Le breton parlé sur le continent dans l'ouest de la Bretagne actuelle est, pour l'essentiel, du celtique réintroduit par des colons originaires des îles britanniques. Il appartient donc au celtique insulaire. Les langues celtiques insulaires, dont la répartition se fait dans un cadre géographique délimité (la Grande-Bretagne et l'Irlande), c'est-à-dire des îles (sauf la Bretagne, où elles se sont exportées) et dont les attestations anciennes sont assez contemporaines les unes des autres (vieil irlandais, vieux gaélique d'Écosse, vieux gallois, vieux cornique et vieux breton), autorisent le singulier de « celtique insulaire », alors que les langues celtiques continentales sont trop disparates dans le temps et dans l'espace pour être regroupées de la même manière, on parlera donc plutôt de « langues celtiques continentales », au pluriel. 
Comme il ne nous reste que trop peu de traces écrites de ces parlers continentaux, les analyses de linguistique comparée basée sur la méthode comparative sont complexes à réaliser. Cependant, elles ont fait de notables progrès de la fin du XXe siècle à nos jours avec la découverte de nouvelles inscriptions, exhumées essentiellement lors de fouilles archéologiques.

## Description
S'il est probable que les Celtes continentaux aient parlé divers dialectes ou langues à travers l'Europe à l'époque antique, seules trois de ces langues sont véritablement attestées dans l'épigraphie et clairement identifiables comme celtiques. Les dates suivantes se réfèrent à la datation donnée aux inscriptions qui ont été découvertes, ces langues ont pu survivre encore longtemps postérieurement :
- Gaulois (du IIIe siècle av. J. C. jusqu'au IIe siècle [?] ap. J. C.) qui était la langue principale de la Gaule au sens large. On distingue communément le gaulois cisalpin (Italie du nord) du gaulois transalpin au nord des Alpes. Il est connu par un grand nombre d'inscriptions (environ 200), ainsi que par de nombreux ethnonymes et de toponymes indubitablement d'origine celtique. Le gaulois a dû s'éteindre au Ve siècle ou au VIe siècle d'après différents spécialistes.
- Celtibère (de 300 à 100 environ av. J.-C.), qui est connu par de nombreuses inscriptions découvertes pour l'essentiel sur le plateau de Castille, au nord de Madrid. Les plus anciennes sont rédigées en alphabet ibère et les plus récentes en alphabet latin.
- Lépontique (du VIIe siècle av. J.-C. au IVe siècle av. J.-C.)[2] qui était parlé dans la région des lacs de l'Italie du nord. Il est mis en lumière par un grand nombre d'inscriptions, rédigées dans un alphabet dérivé de celui des Étrusques, et de noms de lieux.

Aux langues véritablement attestées s'ajoutent d'autres supposées ou mal identifiées :
- Gallaïque, langue de la province de Galice en Espagne du nord ouest, connue uniquement par des toponymes et des anthroponymes
- Norique, langue de la province du même nom. Seulement quelques inscriptions ont été retrouvées à ce jour mais la toponymie comptait plusieurs noms celtiques en Norique et dans les régions environnantes jusqu'en Galicie où se retrouvait le peuple celtique des Cotini ainsi qu'en Silésie pays des Lugiens.
- Galate, parlé (et non attesté comme ci-dessus) du IIIe siècle av. J.-C. au IVe siècle apr. J.-C. [?], connu par le biais des auteurs antiques, de nombreux termes et des toponymes

- D'autres langues peut-être celtiques ont pu être parlées en Espagne, sans qu'elles soient bien attestées, mis à part le tartessien au sud ouest de la péninsule, dont on connaît 95 inscriptions, dont la plus longue comprend 82 signes. Son caractère celtique ne fait pas l'unanimité parmi les spécialistes, tout comme le lusitain ou lusitanien.

## Rapport avec le celtique insulaire
On a longtemps cherché à isoler le gaulois du celtique insulaire, jusqu'à la découverte d'un particularisme consonantique, à savoir : le passage de /kʷ/ de l'indo-européen à /kʷ/ puis /k/ en gaélique ou goidélique (latin quinque / irlandais cinc) alors qu'en gaulois et brittonique, il évoluait en /p/ (gaulois pimpe, pempe / breton pemp, gallois pymp), d'où les notions des Celtes avec P et des Celtes avec Q.
On pensait, en généralisant, que tous les celtes continentaux étaient des « Celtes avec P » jusqu'à ce qu'on remarque que les inscriptions celtibériques étaient aussi « avec Q », ensuite dans l'observation d'« anomalies » comme le maintien du /kʷ/ dans Sequanes / Sequana, dans Quariates et plus récemment le problème du mois equos dans le calendrier de Coligny.
Depuis lors, plusieurs études menées par certains spécialistes ont minimisé cette mutation phonétique au sein du celtique insulaire pour au contraire mettre l'accent sur ses ressemblances inter-insulaires par rapport au groupe des langues celtiques continentales. 
Cependant, selon Pierre-Yves Lambert, « le gaulois s'est révélé être réellement proche du brittonique. » En effet, il cite une autre innovation phonétique commune constatée sur un terme relevé dans le plomb du Larzac (anuana, très proche du vieux gallois enuein "noms"), avec la même évolution du groupe intérieur -nm- > -nu-, alors qu'on trouve par exemple en irlandais ainm « nom ». L'existence de deux innovations communes -kʷ- > -p- et -nm- > -nu- laisse peu de place au hasard. Léon Fleuriot et Karl Horst Schmidt utilisent même la notion de dialecte « gallo-brittonique ».